# 0 por Movistar Plus+
|  | El títol d'aquest article és incorrecte a causa de limitacions tècniques. El títol correcte de l'article és #0 por Movistar Plus+. |

#0 por Movistar Plus+ (llegeixi's zero) és un canal de televisió espanyol de pagament, propietat de Telefónica, que va començar les seves emissions l'1 de febrer de 2016 en substitució de Canal+ amb temàtica similar a la de Canal+ i emeté en exclusiva en la plataforma Movistar Plus+, fins a la seva desaparició en 31 de juliol de 2023.